# Interrègne anglais

Blason du Commonwealth d'Angleterre de 1649-1653 puis de 1659 à 1660.

Pour les articles homonymes, voir Interrègne.
L'interrègne anglais est une période du gouvernement de la république après la Première Révolution anglaise, entre le régicide de Charles Ier en 1649 et la Restauration de Charles II en 1660.
Cette période peut être divisée en quatre.
1. 1649 à 1653 : la première période du Commonwealth d'Angleterre
2. 1653 à 1658 : le Protectorate sous Oliver Cromwell
3. 1658 à 1659 : le Protectorate sous Richard Cromwell
4. 1659 à 1660 : la deuxième période du Commonwealth d'Angleterre